# Wolfgang Schneiderhan (Musiker)

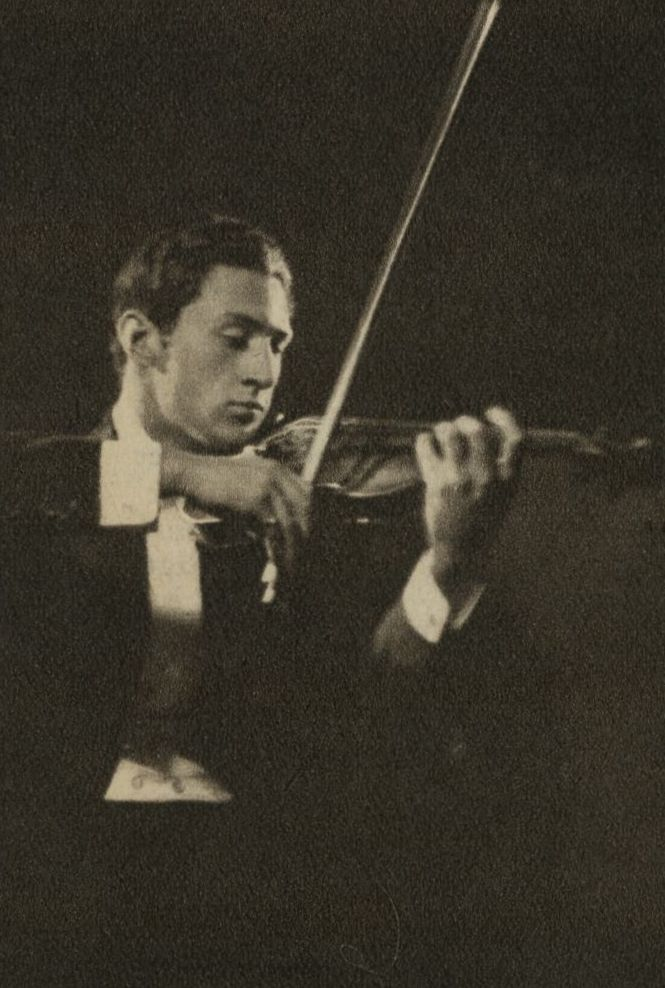
Wolfgang Schneiderhan, um 1938

Wolfgang Eduard Schneiderhan (* 28. Mai 1915 in Wien, Österreich-Ungarn; † 18. Mai 2002 in Wien) war einer der bedeutendsten Violinvirtuosen Österreichs und Konzertmeister der Wiener Philharmoniker. 

## Leben
Schneiderhan trat 1920 im Alter von fünf Jahren als „Wunderkind“ auf. Von 1922 bis 1928 studierte er in Pisek bei Otakar Ševčík, der als Begründer der tschechisch-wienerischen Geigenschule gilt, 1925 außerdem bei Julius Winkler in Wien.
Von 1933 bis 1937 war er Konzertmeister der Wiener Symphoniker. 1937 wurde er als Konzertmeister des Orchesters der Wiener Staatsoper berufen, konnte aber erst nach dem „Anschluss“ Österreichs aufgrund des dadurch bedingten Ausscheidens seines Vorgängers Ricardo Odnoposoff, der keinen „Ariernachweis“ vorlegen konnte, im Herbst 1938 Konzertmeister der Wiener Philharmoniker werden, denen er bis 1950 angehörte. Ebenfalls 1938 gründete er mit Otto Strasser, Ernst Morawec und Richard Krotschak das nach ihm benannte Schneiderhan-Quartett, das bis 1951 bestand, ab 1948 mit Rudolf Streng als Bratschist. (Walter Barylli gründete 1951 mit derselben Besetzung das Barylli-Quartett). Das Schneiderhan-Quartett stand auf der Gottbegnadetenliste („Führerliste“) der wichtigsten Geiger des NS-Staates. Am 19. April 1940 beantragte er die Aufnahme in die NSDAP und wurde am 1. Juli aufgenommen (Mitgliedsnummer 8.121.810).
Ab 1949 leitete er als Nachfolger von Georg Kulenkampff die Meisterkurse für Violine beim Internationalen Musikfest Luzern und musizierte ebenso in dessen Trio-Formation mit Edwin Fischer und Enrico Mainardi. Gemeinsam mit Rudolf Baumgartner gründete er 1956 das Kammerorchester Festival Strings Lucerne. Daneben unterrichtete er am Salzburger Mozarteum und von 1939 bis 1950 an der Wiener Musikhochschule. Mit der Cellistin Esther Nyffenegger spielte Schneiderhan 1971 im Münchner Herkulessaal das Doppelkonzert von Johannes Brahms unter Leitung von Ferdinand Leitner. 1975 kehrte er an die nunmehrige Hochschule für Musik und darstellende Kunst in Wien als Professor zurück, wo er bis 1985 unterrichtete. Viele Plattenaufnahmen, zum Beispiel seine Duo-Auftritte mit dem Pianisten Carl Seemann, machten Schneiderhan auch zu einer Größe des deutschen Musiklebens der Nachkriegszeit.
Schneiderhan war ab 1948 mit der Sopranistin Irmgard Seefried verheiratet und war der Vater von Barbara Jacobi, Witwe von Schauspieler Ernst Jacobi, und der Schauspielerin Mona Seefried. Sein älterer Bruder Walter Schneiderhan (1901–1978) war ebenfalls Geiger, der auch bei Ševčík studiert hatte und lange Jahre Konzertmeister der Wiener Symphoniker war. Wolfgang Schneiderhan ruht auf dem Neustifter Friedhof (Gruppe 22, Reihe 5, Nummer 5) in Wien, neben seiner Gattin.

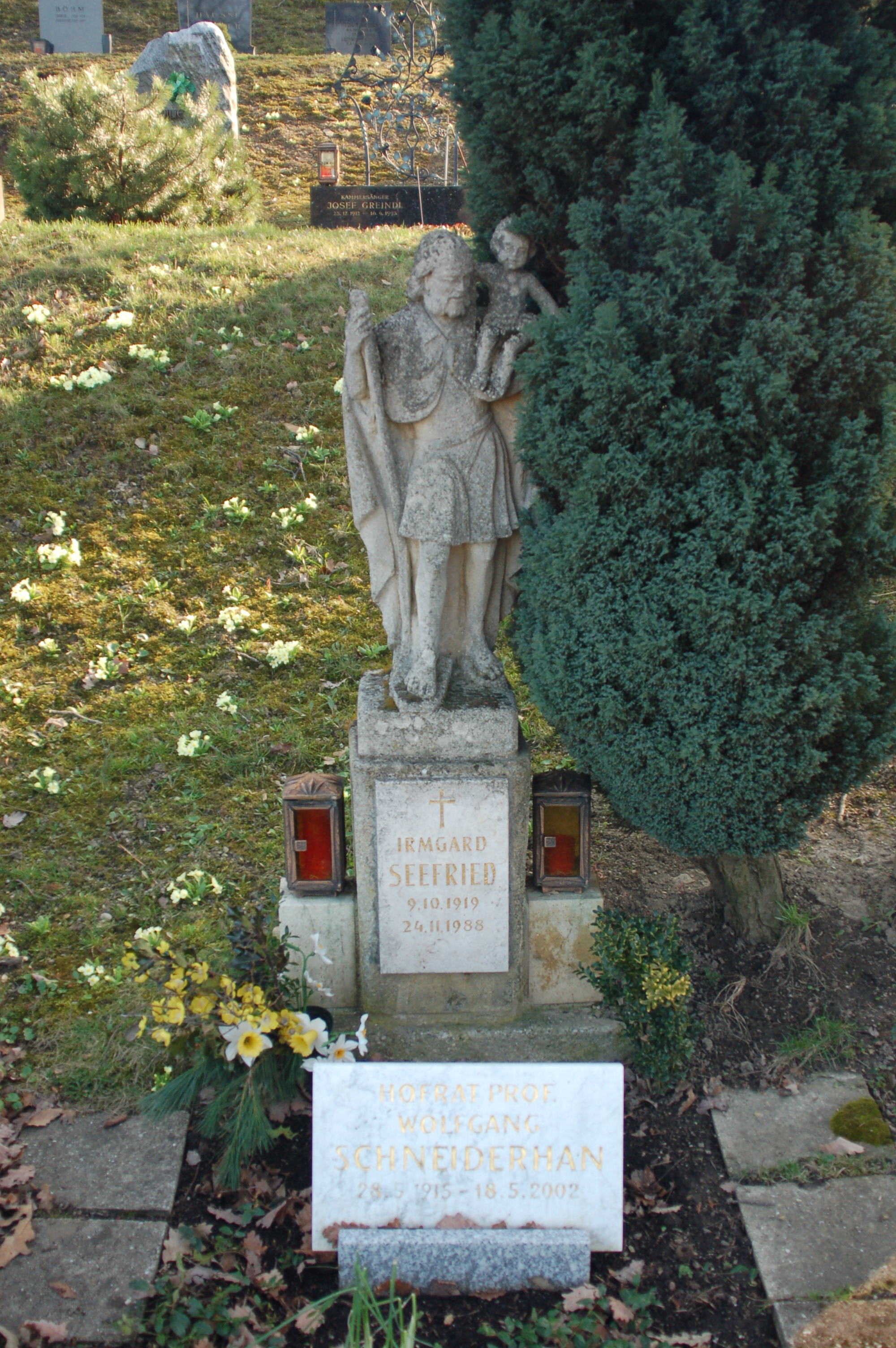
Grabmal von Wolfgang Schneiderhan auf dem Neustifter Friedhof

## Auszeichnungen
- 1953: Mozartmedaille durch die Mozartgemeinde Wien[7]
- 1964: Ehrenmitglied des Beethoven-Hauses Bonn